# NGC 7012
NGC 7012 is een elliptisch sterrenstelsel in het sterrenbeeld Microscoop. Het hemelobject werd op 1 juli 1834 ontdekt door de Britse astronoom John Herschel.

## Synoniemen
- ESO 286-51
- AM 2103-450
- PGC 66116